# Straat van Naruto

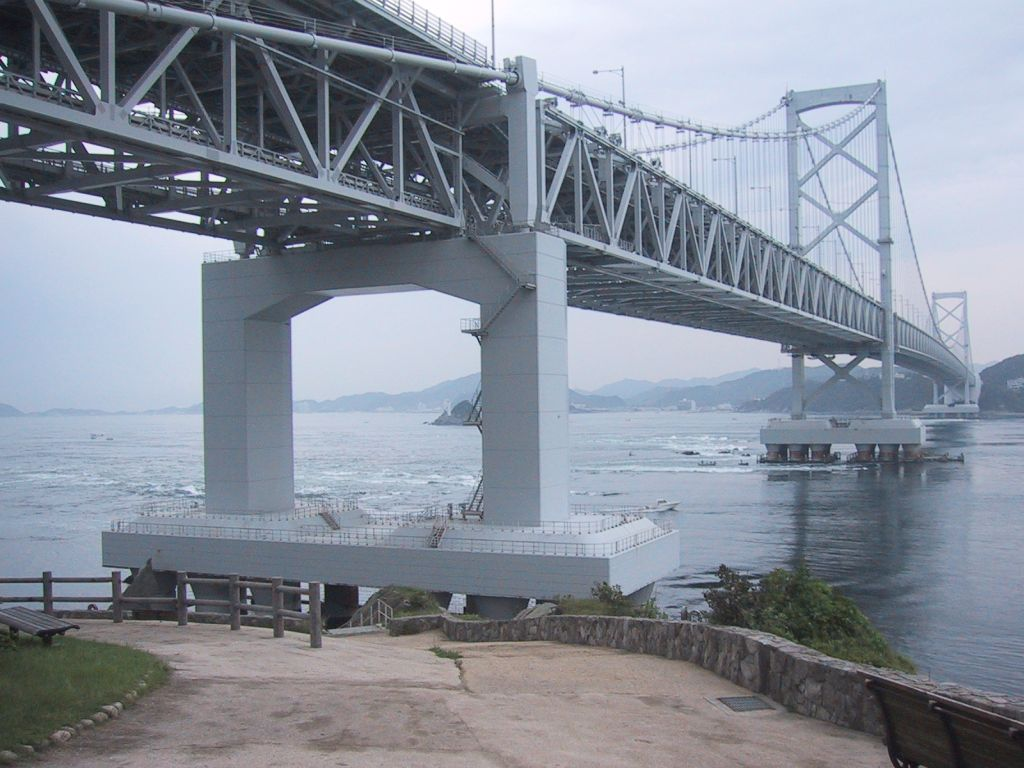
Brug over de Straat van Naruto

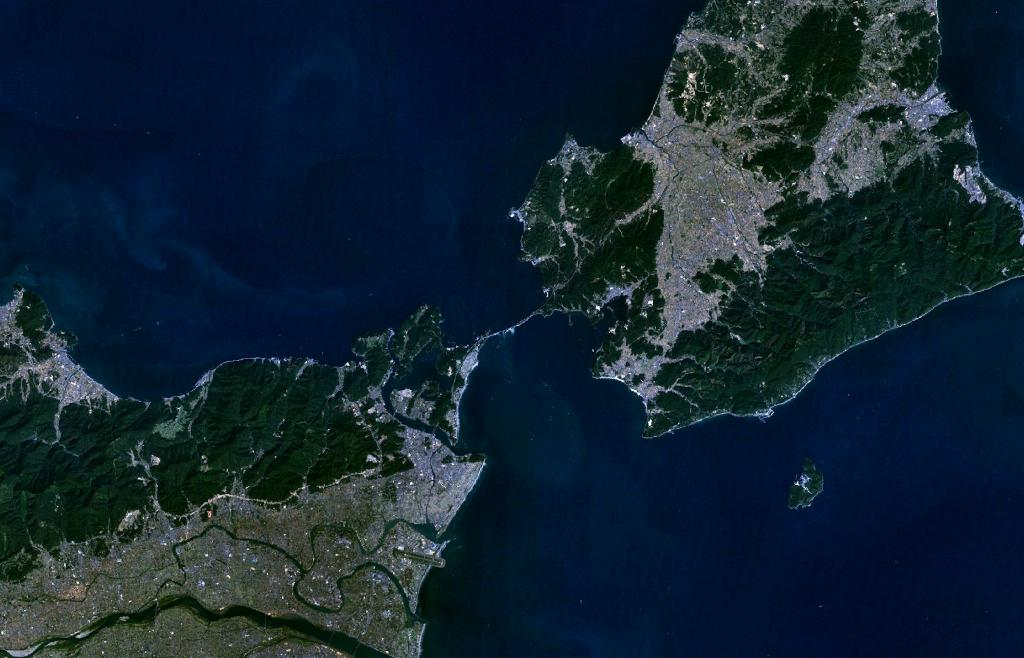
Narutostraat gezien vanuit de ruimte

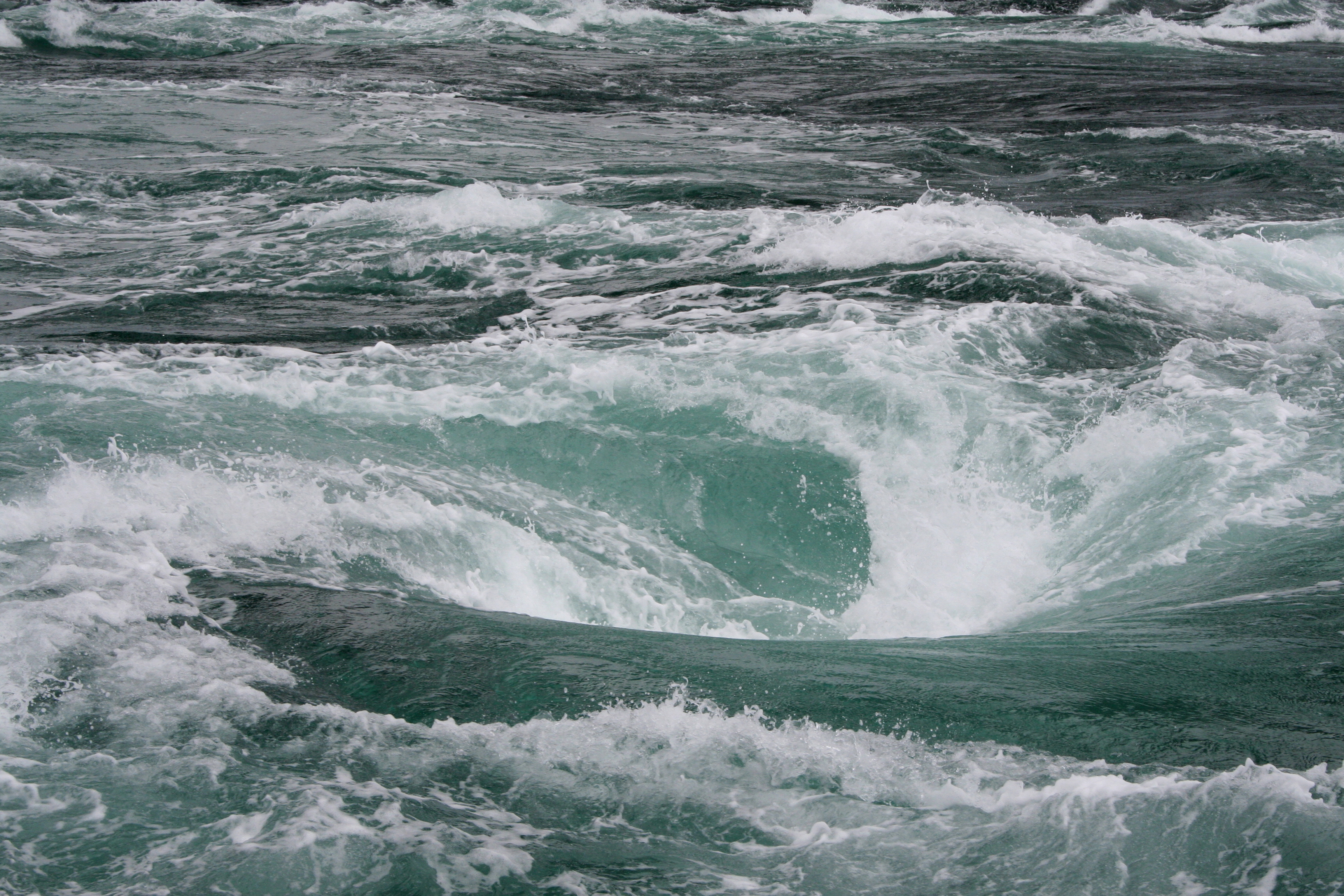
Narutodraaikolken.

De Straat van Naruto (鳴門海峡, Naruto Kaikyō) is een zeestraat tussen de Japanse eilanden Awaji en Shikoku. De zeestraat verbindt de Japanse Binnenzee via het Kii-kanaal met de Grote Oceaan.
De zeestraat is ongeveer 1,3 kilometer breed, en wordt doorkruist door de Akashi-Kaikyo-brug. Het waterpeil in de zeestraat verschilt tussen eb en vloed zo’n 1,5 meter. Doordat de straat erg nauw is, stroomt het water tijdens de wisseling van de getijden met een snelheid van 13 tot 15 kilometer per uur van de ene naar de andere kant. Bij springvloed kan deze snelheid oplopen tot 20 kilometer per uur.
De straat is vooral beroemd om zijn draaikolken, welke ontstaan door de grote hoeveelheden water die door de straat stromen. Deze kunnen een diameter hebben van 20 meter.